# Eiche von Zsennye

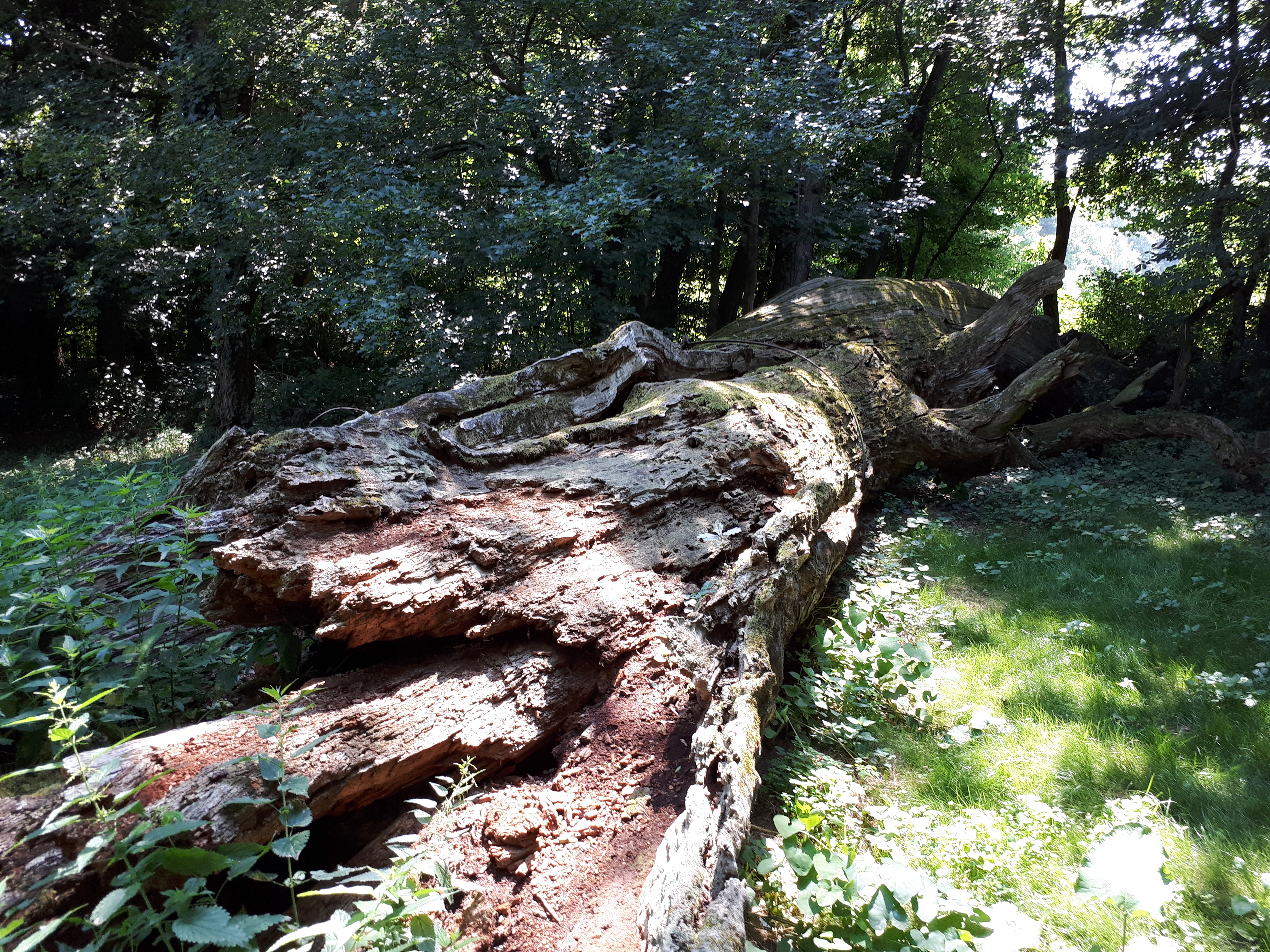
Umgestürzter Stamm der Eiche 2018

Die Eiche von Zsennye war ein Baumveteran im westungarischen Komitat Vas.
Die Stieleiche stand bis 2006 und galt als ältester Baum Ungarns.
Der Baum stand etwa 1500 Meter östlich vom Zentrum der Gemeinde Zsennye [ʒɛnɲɛ] an einem verlandeten Flussarm der Raab. Er bildete einen Teil des einstigen Auwaldes zu dem auch weitere sieben alte Eichen in der Nähe gehören.
Die Eiche ist auch als tausendjährige Eiche bekannt. Ihre nationale Verehrung, obwohl man das genaue Alter nicht bestimmt hat, galt der Überzeugung, sie hätte bereits zur Zeit von König Stephan existiert haben können. In den letzten Jahrzehnten war die Eiche bereits weitgehend abgestorben, lediglich am nördlichen Teil des Stammes befand sich ein belaubter Ast.
1958 wurde sie zum geschützten Baum erklärt, ihre Hohlstellen goss man mit Beton aus, den Ast hielt man provisorisch mit einem Reifen zusammen.
Die Mitarbeiter des Nationalparks Őrség zogen drei Setzlinge aus den Eicheln der Eiche. Einer von ihnen wird wahrscheinlich neben den zerstörten Stumpf des uralten Baumes gesetzt. Im Frühjahr 2006 wurde der Baum bei einem Sturm zerstört.
Auf einer Pro Natura-Gedenkmünze wird das Abbild der tausendjährigen Eiche verwendet.

## Quelle
- Der Baum im  Web-Katalog Magyarország legnagyobb fai (= Ungarns bedeutendste Bäume) (englisch/ungarisch)
- Elpusztult az ezeréves tölgy (ungarisch: Die zerstörte tausendjährige Eiche)
- Panoramino zeigt einige Fotos der Eiche (Memento vom 31. Oktober 2014 im Internet Archive)

Koordinaten: 47° 6′ 11″ N, 16° 49′ 52″ O